# Pueblo (Colorado)
 For alternative betydninger, se Pueblo. (Se også artikler, som begynder med Pueblo)
Pueblo er en amerikansk by og administrativt centrum i det amerikanske county Pueblo County, i staten Colorado. I 2005 havde byen et indbyggertal på 103.495.

## Ekstern henvisning
- Pueblos hjemmeside (engelsk)

38°16′1″N 104°37′13″V / 38.26694°N 104.62028°V